# Дау

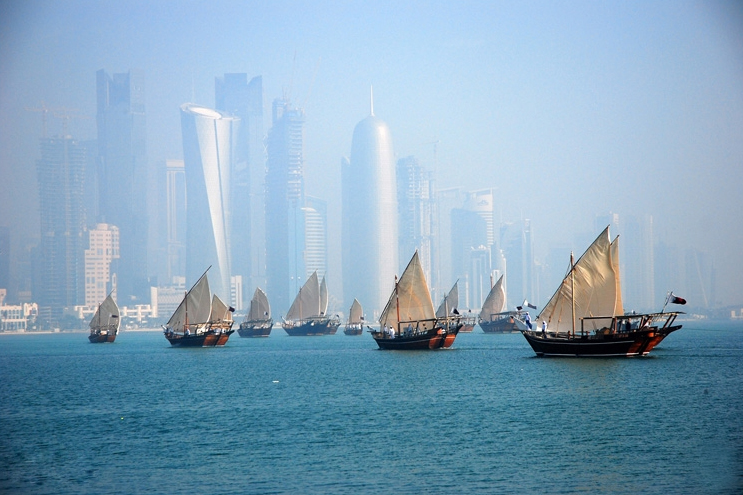
Парад дау типу «шуї» в Катарі, на день незалежності країни

Дау (араб. داو [da: w], маратхі dāw, суах. daw), іноді також знані як доу або дхау від перекрученої англійської (англ. dhow) — традиційні арабські, індійські, перські та африканські судна, озброєні характерними косими «арабськими» вітрилами, що історично були поширені на Аравійському півострові й у північно-західних регіонах Індійського океану, від східноафриканського узбережжя Суахілі до півострова Індостан. Перші згадки про ці судна походять ще від античних авторів і з того часу дау широко використовували в їхньому класичному вигляді аж до першої половини XX століття. До появи в регіоні наприкінці XV ст. перших португальських кораблів, усі дау будувались без використання заліза по технології зшитих суден. Несли від однієї до трьох щогл і варіювались розмірами від невеликих 5—10-метрових рибальських човнів до великих трансокеанських кораблів з завдовжки до 35 метрів і водотоннажністю до 300 тонн.

## Опис
Традиційні судна типу дау мали дві характерні ознаки — арабські вітрила і зшитий мотузками корпус, що збирався без застосування металевих цвяхів:
1. дау були озброєні «арабськими» чотирикутними косими вітрилами у формі неправильної трапеції з дуже короткою передньою шкаториною, через що здалеку такі вітрила часто здавались трикутними. Саме ця форма вітрил, незнайома в Європі, скорше за все спричинила об'єднання європейцями усіх арабських, перських, індійських та африканських човнів під однією назвою «дау», незалежно від їх інших ознак, як-то розмірів, форми корпусу і т.ін.
2. дау належали до «зшитих суден», тобто суден, при будівництві яких елементи каркаса та обшивки човнів традиційно з'єднували між собою шляхом «зшивання» мотузками та канатами, без використання металевих цвяхів[6][7][8]. На перший погляд, ідея човна, зібраного зі зшитих між собою мотузками дощок, може здатись дивною, але насправді до винайдення заліза такий спосіб будівництва човнів був поширений в багатьох регіонах світу, а в деяких місцях, таких як Індія, активно використовується дотепер.

## Етимологія

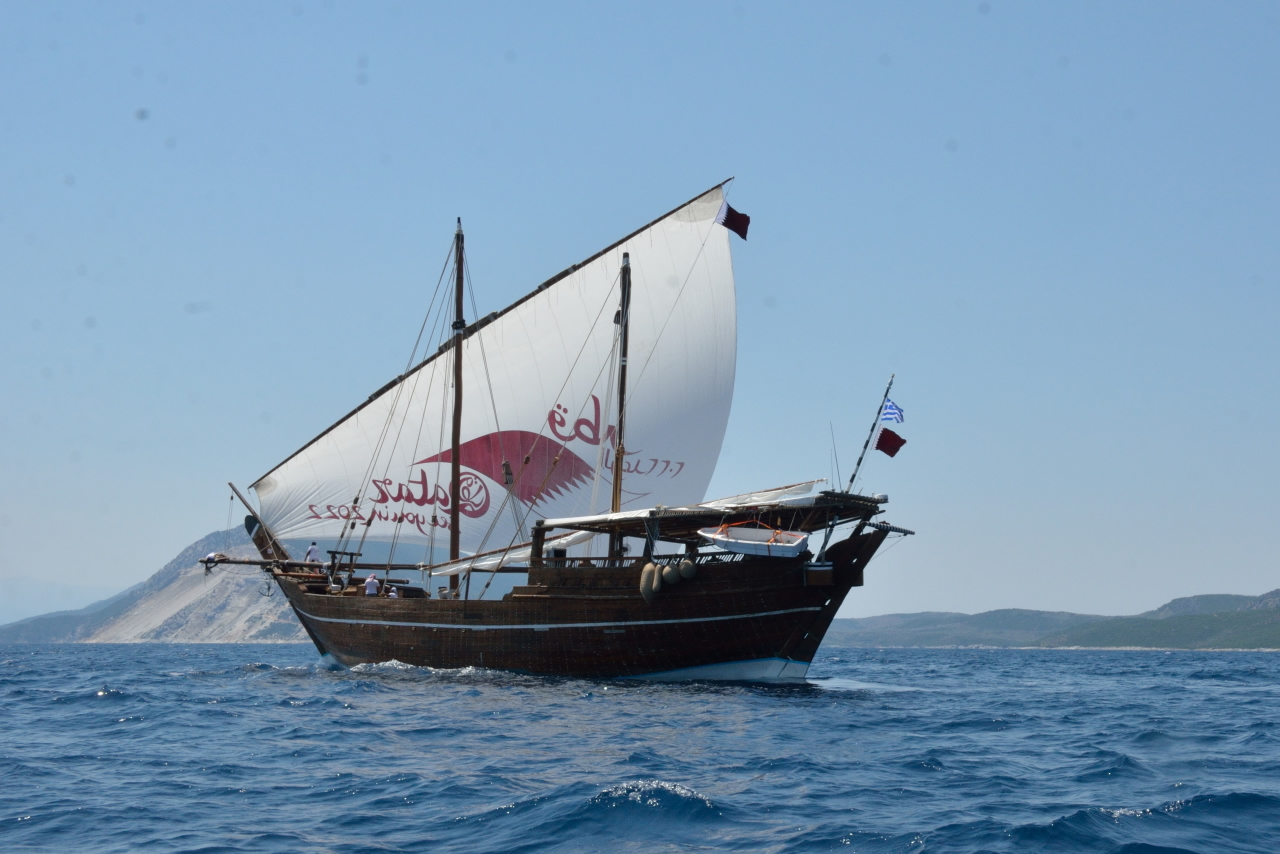
Велике двощоглове дау типу «бум» в Катарі

Є декілька версій походження слова «дау». Раніше традиційно вважалось, що воно може мати арабське чи перське походження (і хоча в XXI ст. такого слова ані в арабській, ані в перській мові немає, наприклад, деякі голландські документи з XVII—XVIII ст. вказують, що тоді перське слово dawh означало «маленький корабель»). Останнім часом більшість дослідників схиляються до думки, що цей термін походить з мови східноафриканської народності суахілі, у якій daw означає «судно».
Проте, незалежно від джерел його походження, застосування «дау» як збірного терміну для позначення човнів Індійського океану з характерними «арабськими» вітрилами, впроваджено безумовно європейцями. Оскільки в європейській традиції судна класифікували переважно за їх вітрильним озброєнням, то усі кораблі Індійського океану, які несли схожі арабські вітрила і виглядали для незвичного європейського ока більш-менш однаково, були названі європейцями єдиним терміном — «дау». Водночас ані араби, ані індійці не використовують термін «дау» для загального позначення своїх суден. Збірними термінами, що використовується в арабській мові для кораблів є «маркаб» (markab) або «хашаб» (khashab), а в Корані використовується термін «фулк» (fulk). Натомість для кожного виду суден, що відрізняються між собою головним чином не вітрильним озброєнням, а розміром, конструкцією корпусу та кількістю щогл, народи Індійського океану використовують окремі спеціальні назви.

## Регіон поширення і використання

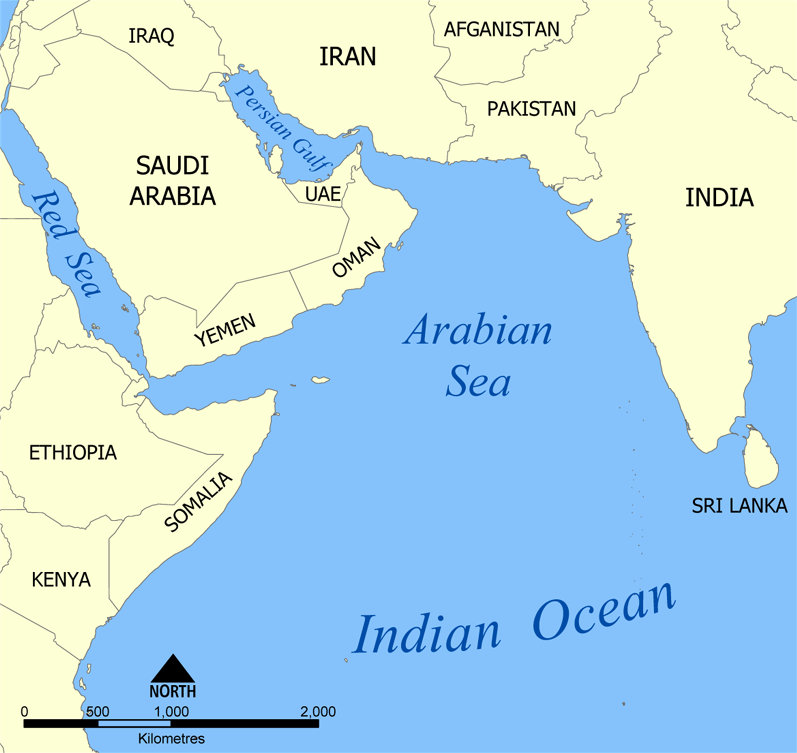
Регіон поширення дау — північно-західна частина Індійського океану: Аравійське море, Червоне море, Перська затока, узбережжя Суахілі в Африці та Індостан

Дау були традиційними торговими суднами північно-західної частини Індійського океану, їх широко використовували в морях навколо Аравійського півострова, малабарського узбережжя Індостану та вздовж східноафриканського узбережжя Суахілі.
Через свою неглибоку осадку та маневровість, дау були добре пристосовані для плавання в рясних на мілини та коралові рифи прибережних водах Індійського океану, а їх косі арабські вітрила, довгі корпуси та гострі носи чудово підходили для плавання в умовах перемінних вітрів Червоного моря та Перської затоки та сезонних мусонних вітрів Індійського океану, які дули влітку в північно-східному напрямку в сторону Індії, а взимку в південно-східному напрямку до Африки.
Традиційно великі дау використовувались для перевезення важких вантажів — деревини, будівельного каменю, прісної води, свіжих фруктів та інших об'ємних та важких товарів, а судна меншого розміру були задіяні в риболовлі, ловлі перлів, дрібній торгівлі та пасажирських перевезеннях, серед яких важливе місце займала перевезення паломників, що здійснювали хадж в Мекку через портове місто Джидда, розташоване неподалік від Мекки на узбережжі Червоного моря.
У XXI столітті великі вітрильні транспортні дау майже повністю зникли, а дау малих та середніх розмірів використовуються переважно рибалками. Останнім часом деякі власники намагаються переробити свої дау під круїзні туристичні судна, щоб використовувати їх з метою рекреації.

## Історія

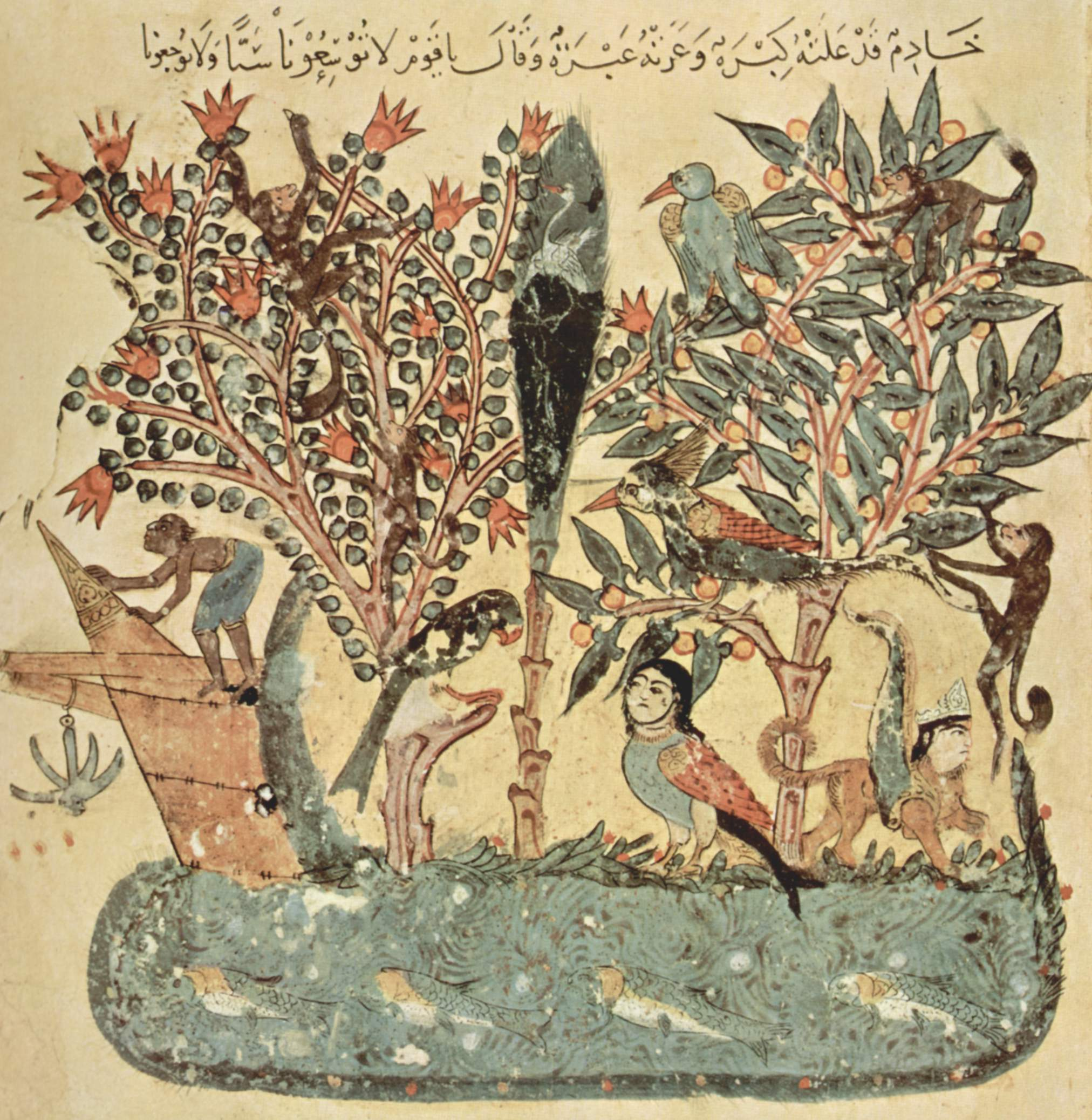
Зображення носа корабля з Макамат Аль-Харірі. Видно шви між дошками корпусу корабля.

Точне походження суден типу дау залишається достеменно нез'ясованим. Хоча історично дау асоціюються з арабськими торгівцями з Аравійського півострова, скорше за все вони виникли в Індії і вже звідти поширились в Аравію, оскільки саме на малабарському узбережжі Індії знаходяться головні джерела деревини, з якої їх традиційно виготовляли. Більшість вчених вважають, що дау виникли в Індійському океані в період між 600 р. до н.е і 600 р. н.е. Проте деякі дослідники вважають, що дау можуть походити від португальських каравел, які вперше з'явилися в Індійському океані лише в останні роки XV століття.

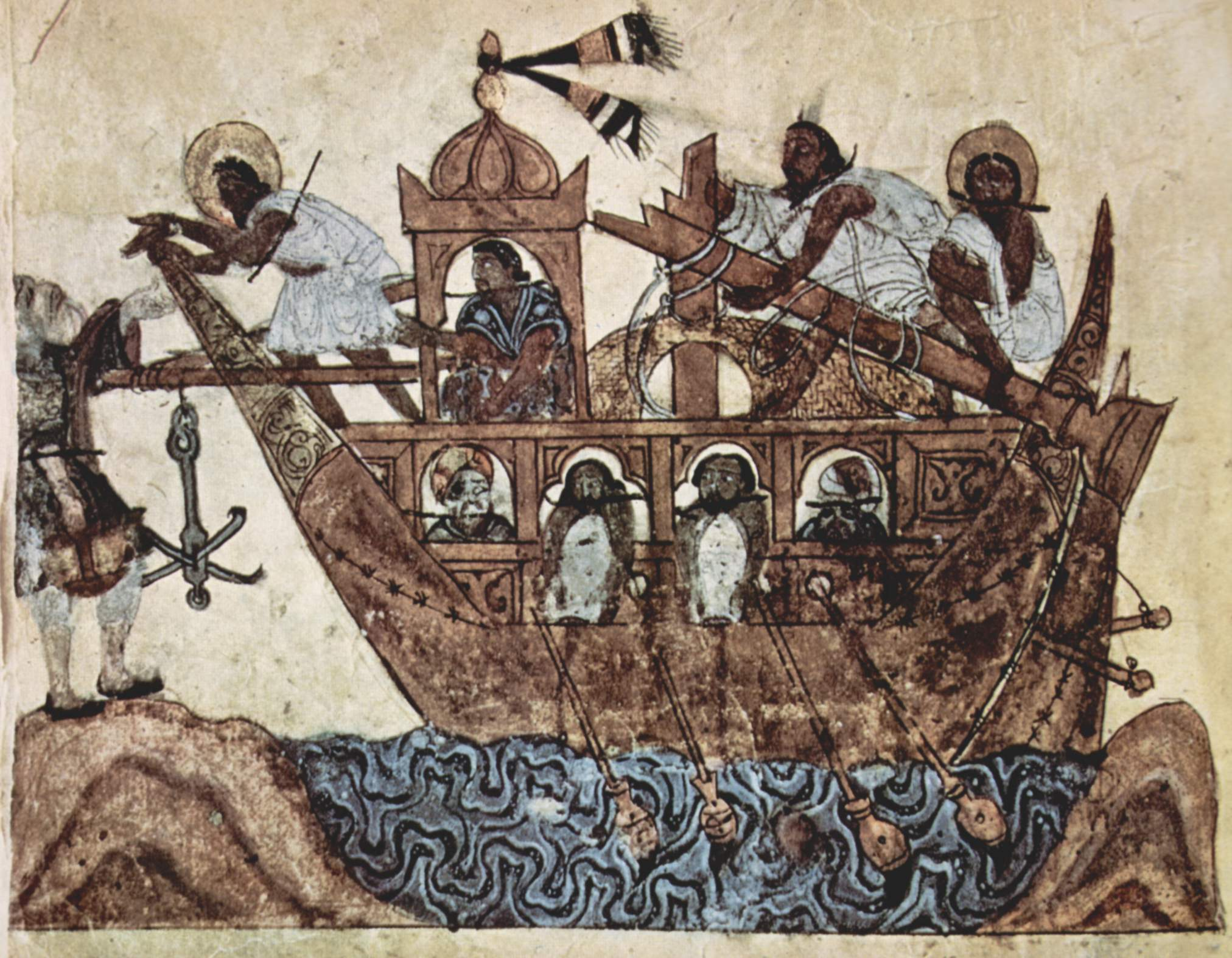
Зображення корабля з Макамат Аль-Харірі. Ілюстрація 1225—1235 рр.

Загалом історія розвитку суднобудування в трикутнику між Індією, Аравійським півостровом і східноафриканським узбережжям Суахілі досліджена вкрай недостатньо. Станом на 2010-ті роки майже немає даних підводної археології з цього регіону, майже повністю відсутні збережені зображення арабських, перських чи індійських кораблів з часів, що передували прибуттю європейців і більшість наших знань про ранню історію дау дійшли до нас із записів грецьких та римських істориків. В елліністичному Періплі Еритрейського моря (I ст. н. е.) наводиться опис невеликих зшитих суден, що використовувались на південному узбережжі Аравійського півострова та на о. Занзібар. Прокопій Кесарійський, візантійський пізньоантичний історик в VI ст. писав, що корпуси усіх суден в Індії були з'єднані між собою не цвяхами, а мотузками.
З VIII ст. флоти дау були частиною жвавої комерційної мережі, яка була налагоджена арабськими купцями в Індійському океані за багато століть до появи тут перших європейських кораблів. До найбільш ранніх відомих прикладів дау відноситься Белітунзький корабель — арабське або індійське торгове «зшите» судно, що затонуло на шляху від африканського узбережжя до Китаю приблизно у 830 році біля острова Белітунг в сучасній Індонезії.
У X столітті арабський торговець Абу-Заід аль Гасан з міста Сіраф на іранському узбережжі Перської затоки, автор звіту про різанину арабських торговців в китайському Гуанчжоу у 878—879 роках, описав, як торговці з Оману, що мандрували до Мальдівських і Лаккадівських островів, заготовлювали деревину і будували з неї судна, зв'язані за допомогою кори кокосових пальм. В XII столітті арабський мандрівник, поет і географ з Аль-Андалусу Ібн Джубайр більш детально описав зшиті за допомогою койру човни, які виготовлялись в африканському місті Аюдаб на узбережжі Червоного моря. Марко Поло наприкінці XIII ст. двічі відвідував Ормуз в Перській затоці та залишився невисокої думки про місцеві кораблі, з'єднані за допомогою мотузок з лушпиння кокосових горіхів без використання цвяхів.

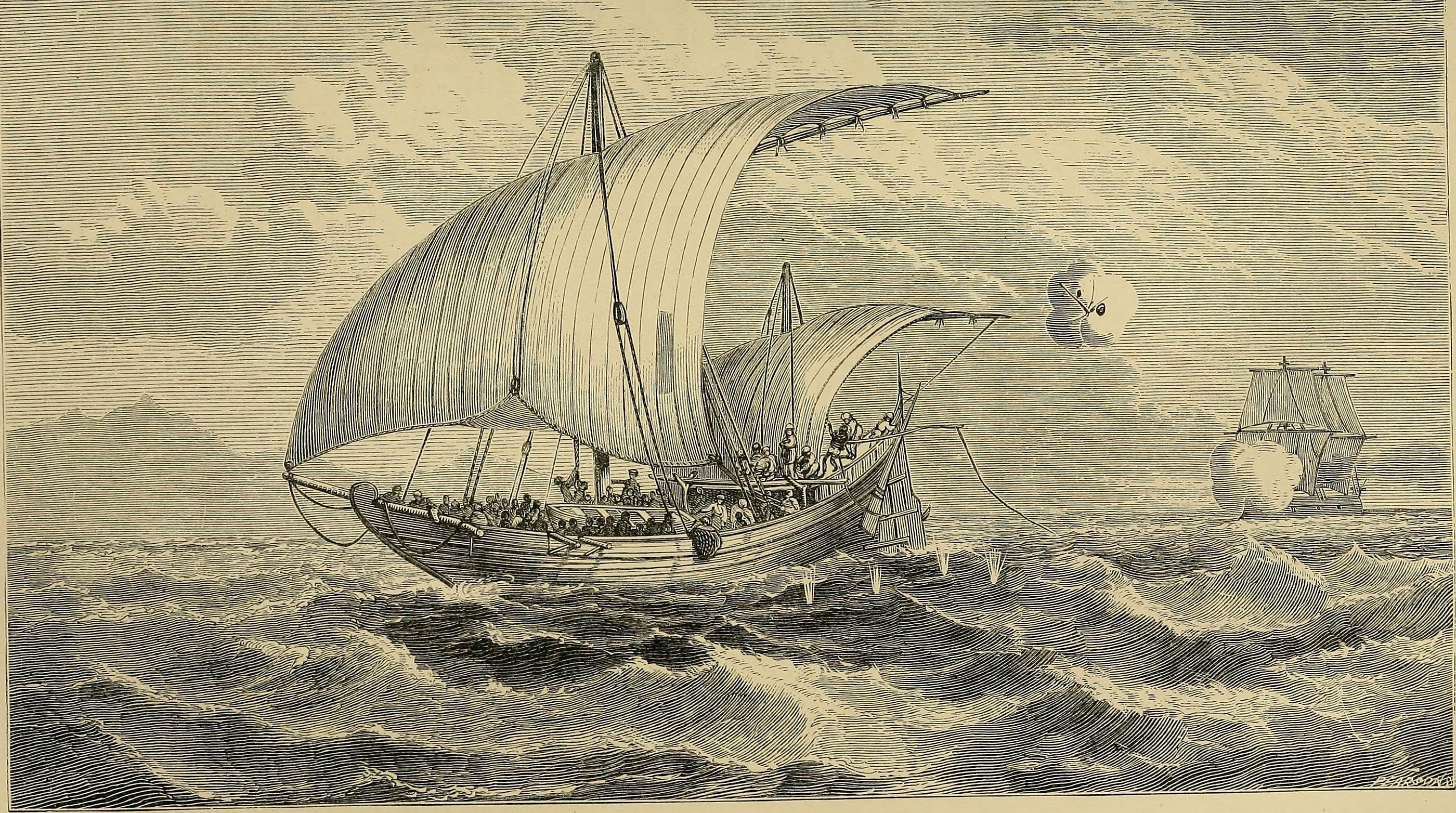
Європейський вітрильний корабель переслідує швидкісне дау (батиль) работорговців в Індійському океані. Малюнок 1873 р.

З іконографічного погляду, одне з перших зображень дау в Індійському океані походить із рукопису Макамат (Maqāmāt) арабського письменника Аль-Харірі з XII ст. н. е., на якому зображено зшитий корабель з гострими носом та кормою і похилими штевнями, який загалом нагадує сучасні вітрильні судна з Індійського океану. Цей корабель озброєний кормовим стерном, тож загалом вважається, що принаймні з XI—XII століття пару архаїчних стернових весел на дау замінили на більш технологічне кормове стерно. Але загалом ілюстрації з чітким зображенням суден з Червоного моря та Індійського океану з'являються лише у XVIII—XIX століттях. До цього часу в арабському кораблебудуванні могло відбутися багато нововведень, в тому числі під впливом португальських та інших європейських суден, що з'явились в регіоні з кінця XV ст. Перші португальські мореплавці, що відвідували Індійський океан, від Васко да Гами в 1498 році, до Кабрала в 1502, Алмейди в 1505 Дуарте Барбози в 1517 і Резенда в 1634 році, а також англієць Джеймс Ланкастер 1591 року в своїх звітах зазначали, що зустрічали тут зшиті без застосування цвяхів дау, найбільші з яких, були порівняні розмірами з 50-тонними португальськими каравелами.

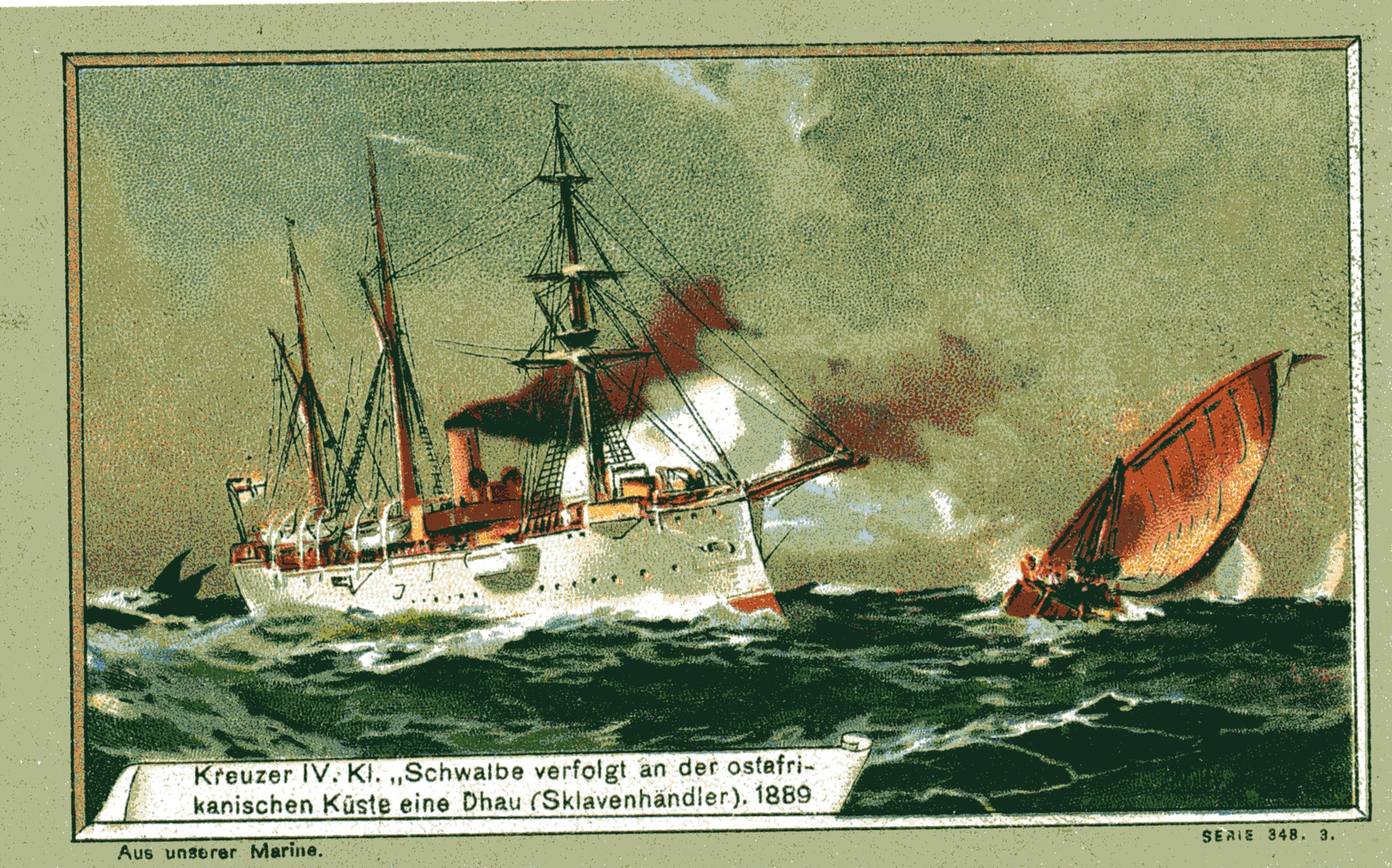
Німецький крейсер Schwalbe перехоплює дау работорговців біля узбережжя Суахілі в 1889 році

У другій половині XVIII століття кавасимський емірат з центрами в Рас-ель-Хаймі та Шарджі створив у Перській затоці потужну морську державу, яка кинула виклик 200-річному домінуванню в регіоні Оману та його союзників британців. Її сила спиралася на великі флоти дау з майстерними та безжальними екіпажами, які тероризували налагоджене персько-індійське судноплавство в регіоні. Активність кавасимських дау призвела в 1819 році до військового втручання Британії та встановленні її протекторату над еміратами Перської затоки. 1820 року між Британією та місцевими державами була підписана Генеральна морська угода, спрямована проти піратства. Після припинення піратства, протягом XIX та початку ХХ століть Шарджа й далі залишалася важливим портом для ловців перлин. Британське морське дослідження у 1830 році виявило, що під час сезону в ловлі перлів зайнято 300—400 дау, які приносили еміру Шарджі щорічно близько 100 000 талерів Марії Терезії.
З 1840-х років Королівський британський флот, а згодом і флоти інших європейських держав почали боротись з работоргівлею, яка квітнула на африканському узбережжі Суахілі та прилеглих островах, таких як Занзібар. Протягом 40—50 років європейські військові кораблі широко залучали до перехоплення швидких і маневрових дау арабських та африканських работорговців, на яких транспортувався живий товар з африканського узбережжя на Занзібар, а з нього в Оман на Аравійському півострові.

### XX і XXI століття

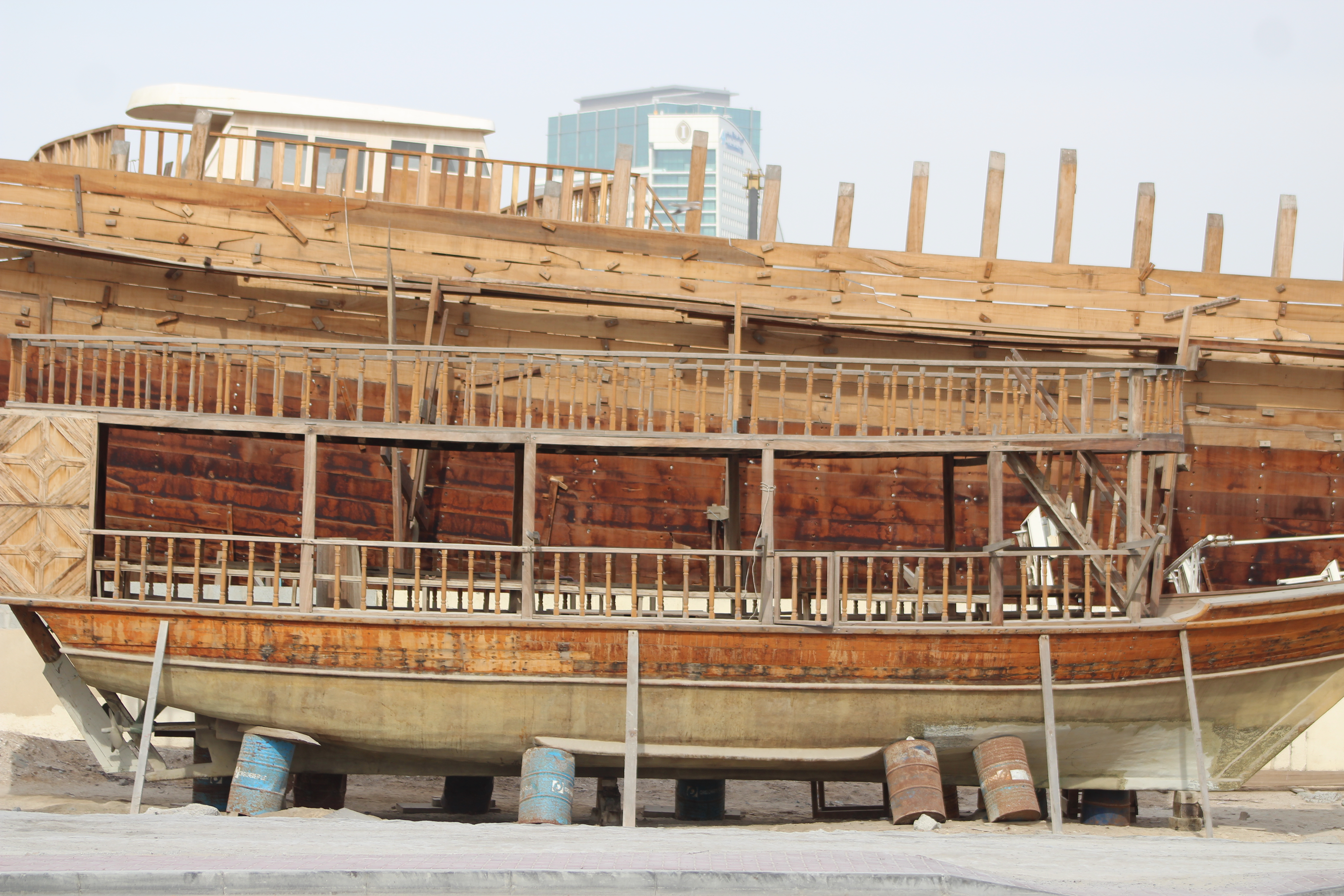
Сучасна корабельня, що будує дау. ОАЕ

На початку ХХ століття лише в Бахрейні налічувалося приблизно 2 000 дау, що були задіяні у вилові перлів та риболовлі і щороку там спускали на воду ще близько 130 суден. До 1930-х років XX століття сотні дау становили флоти, які з червня по вересень плавали над перловими банками.
Але після винайдення і розповсюдження в 1910-х роках в Японії штучного способу вирощування перлин в промислових масштабах, а також відкриття в 1930-х роках в Перській затоці великих покладів нафти, перловий і риболовний бізнес в регіоні почав швидко втрачати свою актуальність. З 1970-х років починається швидке зникнення традиційних дау і занепад традицій їх виробництва. Для транспортування вантажів та для організованих пасажирських перевезень в регіоні все частіше використовуються сучасні судна з металу та склотекстоліту (фіброгласу).

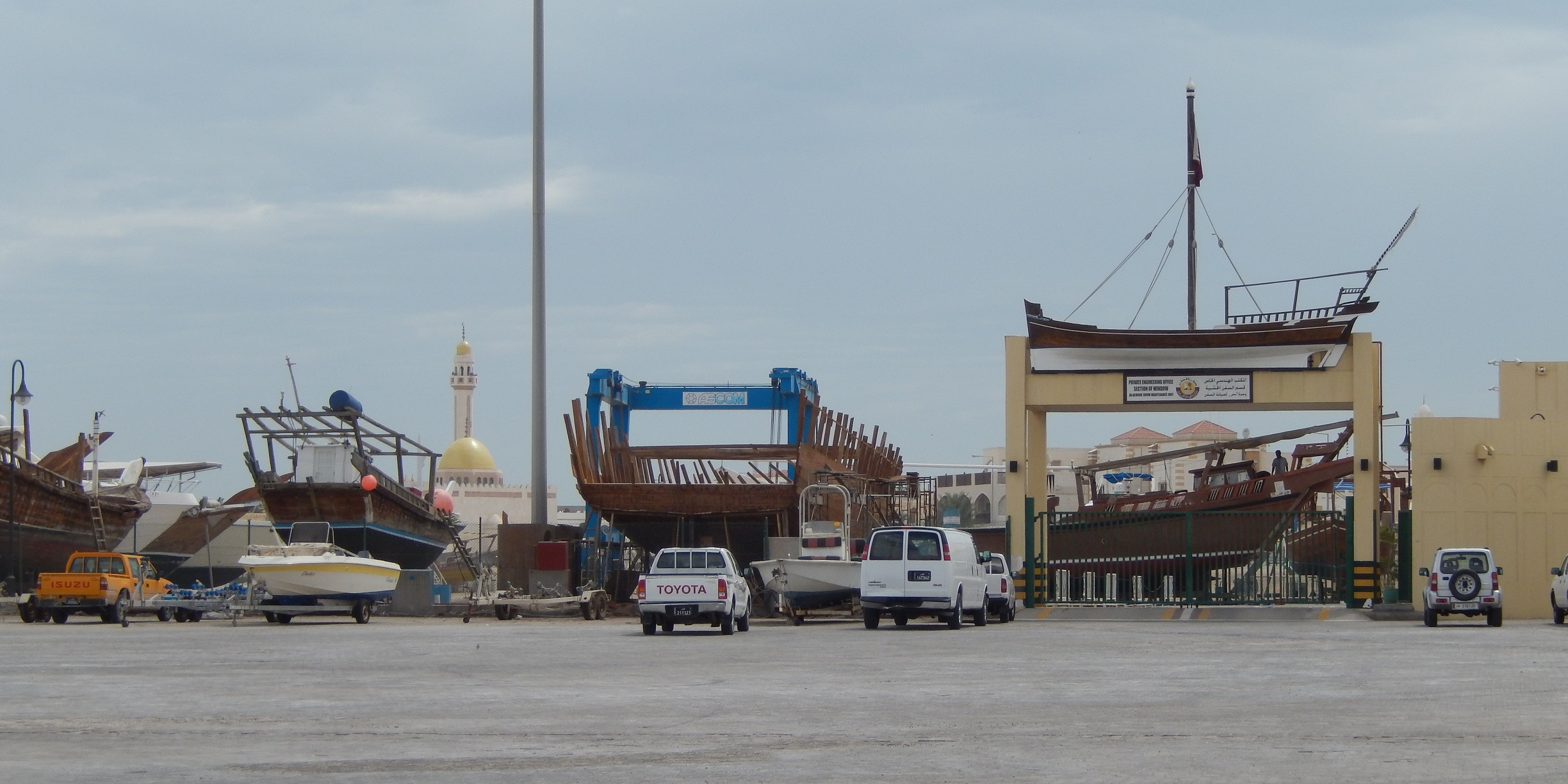
Сучасна корабельня, що будує дау в Ель-Хаурі, Катар

Хоча великі комерційні вітрильні дау в наш час майже зникли, ще й на початку XXI ст. значна кількість комерційних вантажів між Аравійським півостровом та Іраном перевозиться на дерев'яних дау, перероблених на моторизовані судна. Разом з тим вітрильні дау досі широко використовуються для перевезень товарів між Аравійським півостровом та східноафриканським узбережжям, головним чином фініків та риби.
Якщо великі види вітрильних транспортних чи бойових дау в другій половині XX століття майже зникли, то дау малих або середніх розмірів, такі як шуї, джалібот чи бадан дотепер широко використовуються в країнах Перської затоки як універсальні човни для риболовлі, перевезення пасажирів чи невеликих вантажів і є невіддільною складовою місцевого пейзажу.
Хоча до першої половини XX століття суднобудівельна галузь, що займалась будівництвом, спорядженням та ремонтом дау традиційно була однією з найважливіших виробничих галузей Червоного моря та Перської затоки, більшість корабелень Аравійського півострова, що займались будівництвом великих дау були закриті наприкінці XX століття. Останнім великим традиційним дау, побудованим в Катарі був бум, побудований у Досі на початку 1970-х. Невелику кількість великих багатощоглових дау ще й далі будують у Бахрейні, Сурі (Оман) та в інших місцях Перської затоки й у XXI ст., але переважно їх замовляють в представницьких або демонстраційних цілях.

## Особливості конструкції

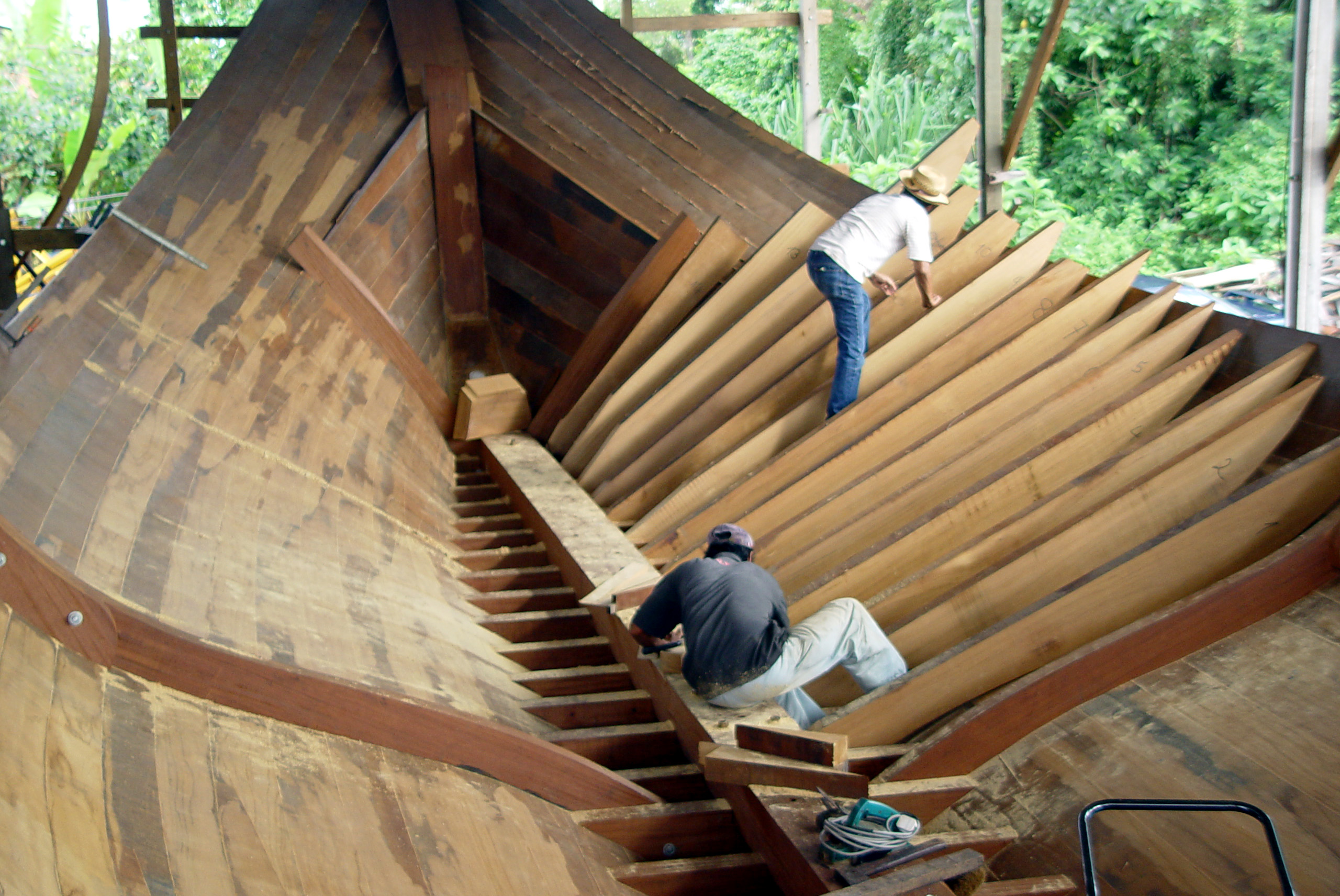
Силовий каркас (шпангоути) в корпус дау вставляють після формування обшивки

Дау належать до типу дерев'яних кільових суден з набірним корпусом. Джордж Хурані, британсько-ліванський вчений у своїй класичні праці «Арабське мореплавство…», що вперше вийшла в 1951 році зазначав, що для будівництва дау зі зшитим корпусом в принципі достатньо було лише однієї рослини — кокосової пальми. Каркас, дошки обшивки і щогли робились зі стовбура пальми, вітрила, такелаж і канати для зв'язування корпусу — з койру (волокон лушпиння кокосових горіхів), засоби для конопачення — також з койру, а засоби для просмолювання швів судна — з кокосової олії, що видобувалась з ядра кокосових горіхів. Зазвичай, при будівництві дау одними кокосовими пальмами не обмежувались, а широко застосовували інші доступні породи дерев, зокрема завдяки своїм властивостям протистояти гниттю у воді особливо славилось тикове дерево з малабарського узбережжя Індії.

### Корпус

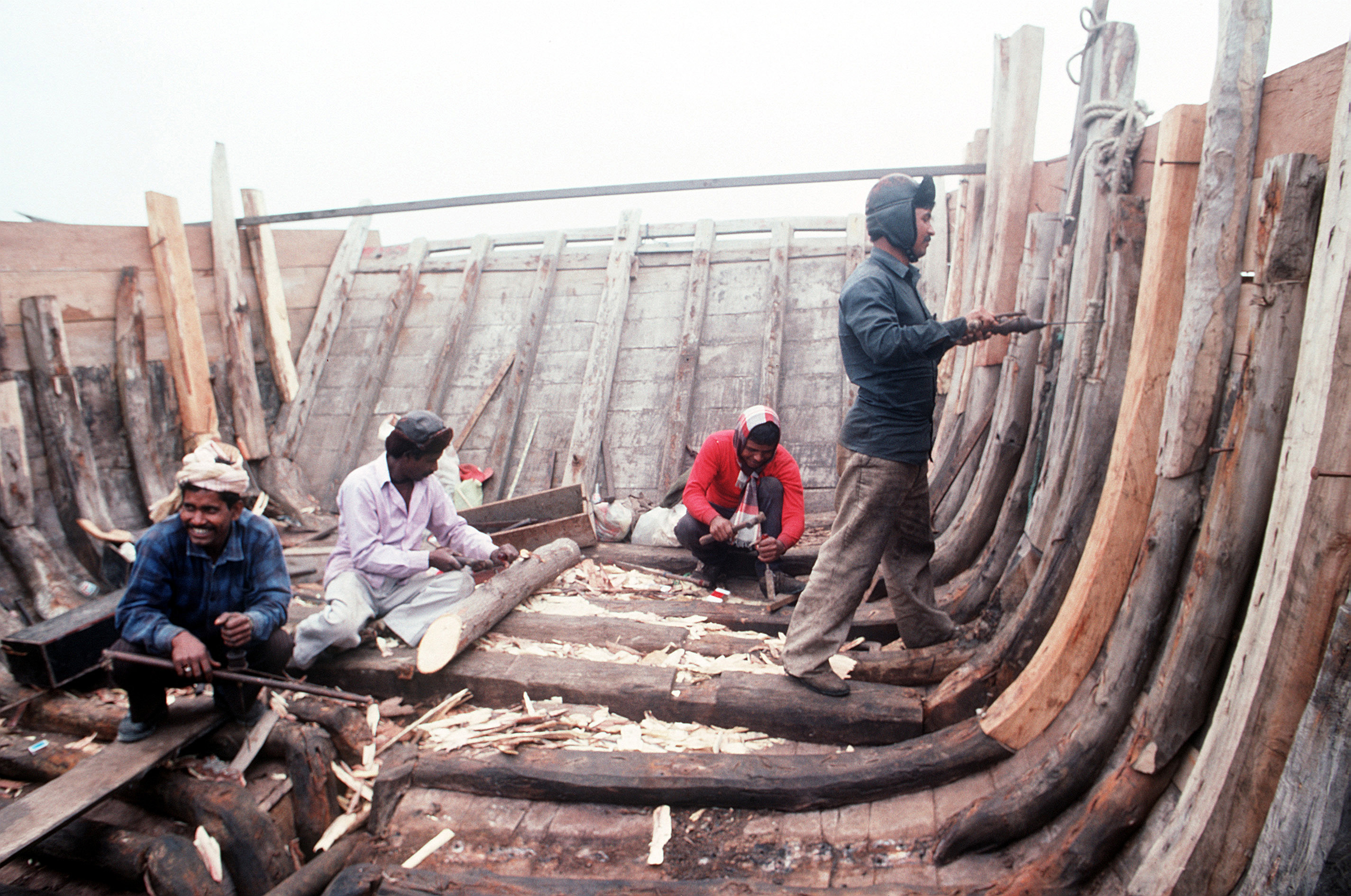
Працівники корабельні формують силовий каркас дау. Перська затока

На відміну від європейських суден, які зазвичай будувались по технології «спочатку каркас», дау традиційно будувались по технології «спочатку корпус». Будівництво дау починалось з кіля, до нього кріпились зазвичай нахилені під значним кутом штевні та після цього дошками обшивки формувався корпус судна. Вже сформований корпус укріплювався зсередини шпангоутами та іншими каркасними силовими елементами, тоді як менші дау могли обходитись і без них. Корма суден мала вертикальну дерев'яну балку, до якої підвішувалося кормове стерно.
Дау мали найрізноманітнішу довжину і водотоннажність. Від великих вантажних бума, ганджи та багали завдовжки 30—50 м і водотоннажність до 200—400 тонн до невеликих рибальських човнів завдовжки 5—10 метрів. Оскільки форштевені та ахтерштевені зазвичай кріпились до кіля дау під значним кутом, дау мали значно коротший кіль, якщо порівняти з суднами однакової з ними довжини. Це робило їх дуже маневровими, що важливо у багатих мілинами та кораловими рифами водах Червоного моря і Перської затоки, і дозволяло веслярам в разі потреби розвертати судно майже на місці.
На великих дау корма прикрашалась багатим і вишуканим різьбленням, на менших дау її яскраво розфарбовували, причому в кожному регіоні корма прикрашалась по-своєму.
Сучасні дау продовжують будуватись в XXI столітті за традиційною технологією «спочатку корпус».

### Обшивка

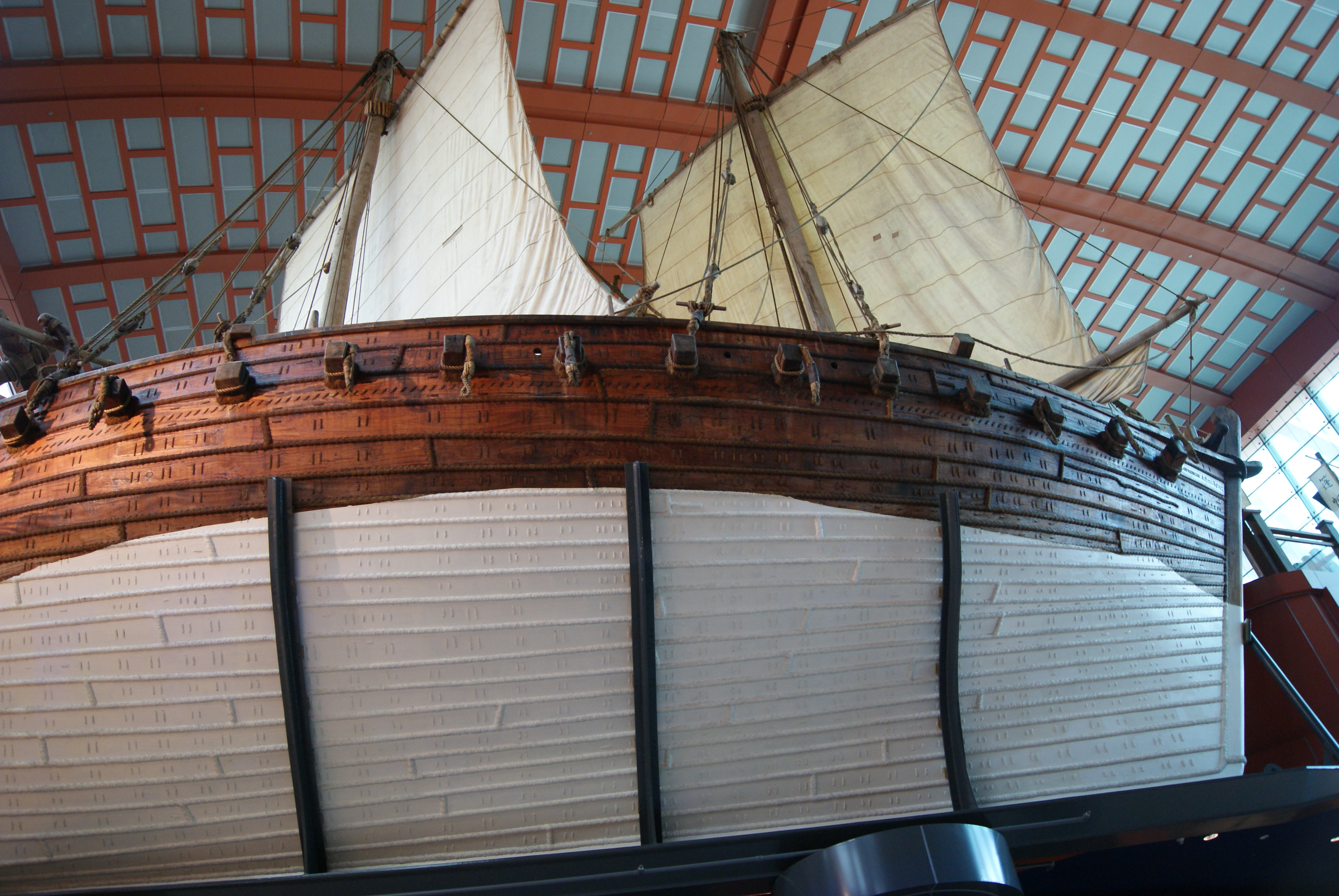
Зшиті мотузками дошки обшивки. «Перлина Маскату», репліка дау XI ст.

Історично, до прибуття португальців в XVI ст. елементи обшивки усіх дау кріпилися до кіля, штевнів і між собою по технології «зшитих суден» — тобто за допомогою канатів з натуральних матеріалів, без використання металевих цвяхів чи скоб. Частково це було зумовлено особливостями конкретної деревини — індійський тик при контакті з залізними цвяхами починає активно гнити й у цих місцях швидко з'являлися течі, а частково традицією — серед стародавніх індійських та арабських мореплавців були поширені легенди про підводні «магнітні скелі», які можуть висмикувати залізні цвяхи з корпусу корабля під час плавання в морі й навіть затягувати увесь корабель, на якому є металеві елементи в небезпечні місця. До того ж, на відміну від металевих цвяхів, які у морській солоній воді швидко іржавіють і потребують заміни, корпуси зшитих мотузками човнів зберігались до 50 років.

Канати для «зшивання» корпусу виготовлялись з койру — волокон лушпиння кокосових горіхів, оброблених в морській воді. Тім Северін, відомий британський мандрівник і письменник, для побудови свого «Сохара» — репліки дау типу бум, на якому він пройшов 6000 морських миль з Оману в Китай по шляху Синдбада-мореплавця, змушений був закупити аж 700 км цього волокна. Дошки корпусу кріпились одна до одної «встик» і зв'язувались канатами, що проходили через наскрізні отвори, зроблені вздовж країв дошок. Щоб зберегти канати від тертя об воду чи пошкодження о зовнішні перепони, від наскрізних отворів до країв дошок зазвичай робились заглиблені пази, в яких канати «утоплювали» і законопачували.

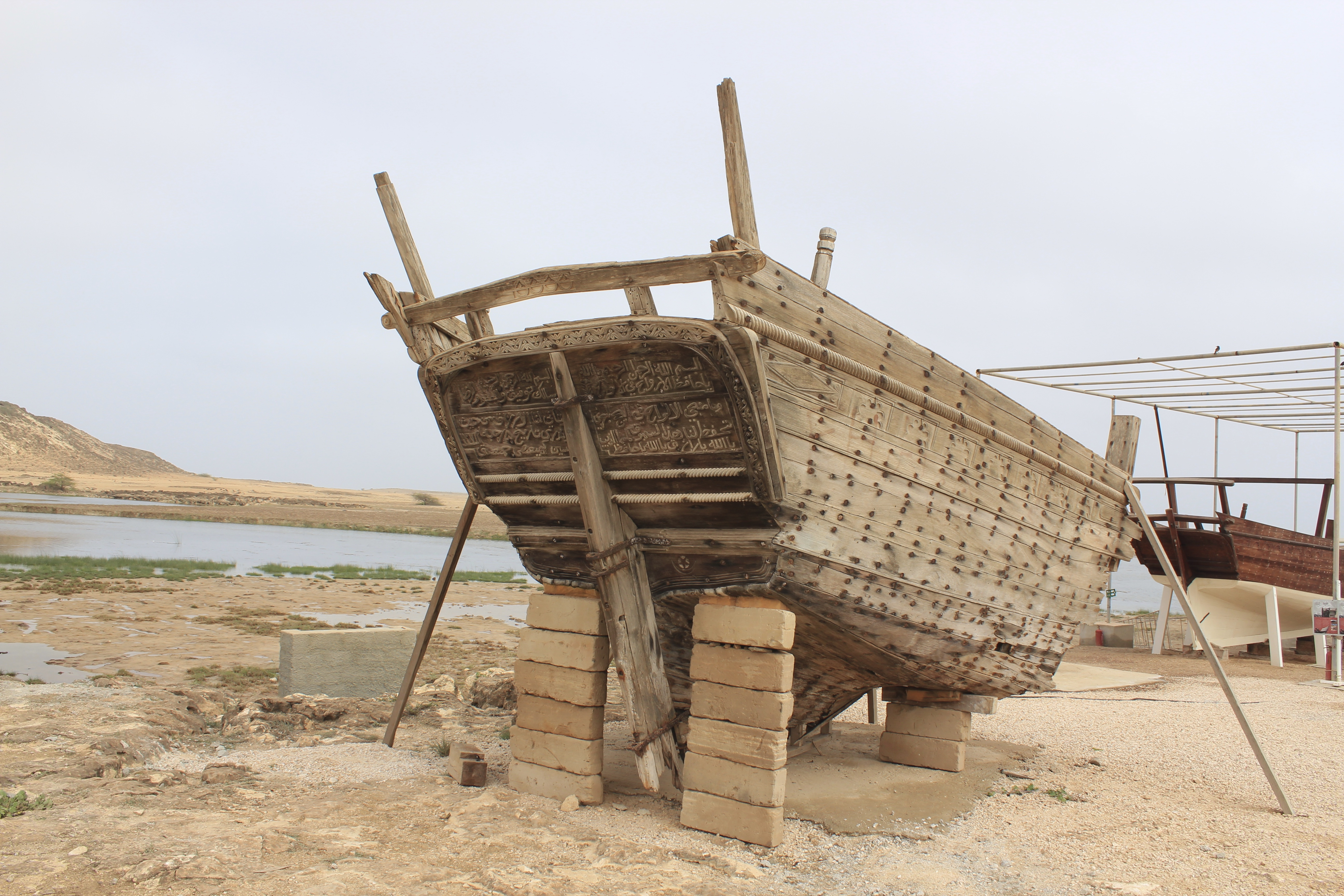
Остов самбука в Археологічному парку Сумхурам в Дофарі, Оман

Обшивка й елементи каркасу корпусу робились з тикового дерева, яке постачалось з Малабарського узбережжя Індії. Альтернативно могли використовувати єгипетську акацію або деревину, яку завозили з узбережжя Суахілі в Східній Африці. Корпус конопатили кокосовим волокном, просоченим в шахама або шавна (shawna) — суміші, що готувалась з вапна, тваринного жиру та рослинної смоли, а зверху покривали для гідроізоляції акулячим або китовим жиром. На малабарському узбережжі суміш для конопачення називалась ісохінам (ysohinam) і виготовлявся з кокосової олії та свіжого вапна, отриманого шляхом випалювання морських мушель та черепашок. Внутрішні дерев'яні елементи судна раз в 4-6 місяців просочували пальмовою олією, що охороняла їх від гниття і короїдів, тому звичайний термін служби суден вимірювався десятками років. На малабарському узбережжі Індії для просочування внутрішніх дерев'яних елементів використовували риб'ячий жир.
З появою в XVI ст. в Індійському океані європейських суден, традиційні зшиті канатами корпуси великих дау стали поступатись місцем корпусам з обшивкою, скріпленою за допомогою металевих цвяхів, але дау невеликих розмірів ще довго продовжували будуватись за традиційною технологією «зшитих човнів» й подекуди такі судна зустрічаються і дотепер, особливо на малабарському узбережжі Індії та на східноафриканському узбережжі Суахілі.

### Рангоут, такелаж та вітрильне озброєння

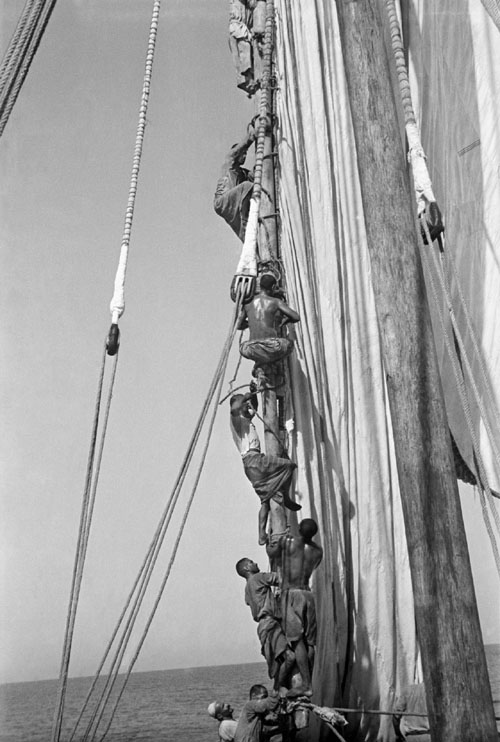
Підйом команди на щоглу великого дау (Багали)

Залежно від розміру, дау несли від 1 до 3 щогл, деякі конструкції були озброєні також бушпритом. Головною, найбільшою щоглою завжди була перша — грот-щогла, за нею могли йти менша бізань і ще менша мала бізань (бонавентура). Характерна для європейських вітрильників передня щогла (фок-щогла), менша за розміром, ніж грот, на дау не застосовувалась.
У давнину щогли та рейки для вітрил (рю, реї) виготовлялись переважно з тику або кокосової пальми, пізніше використовувались і інші види деревини. Всі щогли на дау були одностовбурними, стеньги на щоглах не використовувались. Щогли вставлялись в спеціальні гнізда (штепси) в палубі чи днищі судна і утримувались за допомогою 2-3 пар вант з талрепами на юферсах. Ванти легко від'єднувались від бортів, оскільки це було необхідно робити при кожній зміні галсу. Штаги на щоглах часто були відсутні, оскільки щогли могли нахилятися в діаметральній площині судна в бік носа або корми на кут в межах 20-25°. Якщо судно несло одну щоглу, вона зазвичай була нахилена вперед. Якщо на судні було декілька щогл, то перша була нахилена вперед, наступна кріпилась прямо, а кормова щогла могла мати нахил у сторону корми. Традиційний «робочий» кут нахилу щогли становив 100—105°. Канати для стоячого і рухомого такелажу виготовлялись з кокосового койру і слугували до 50 років.

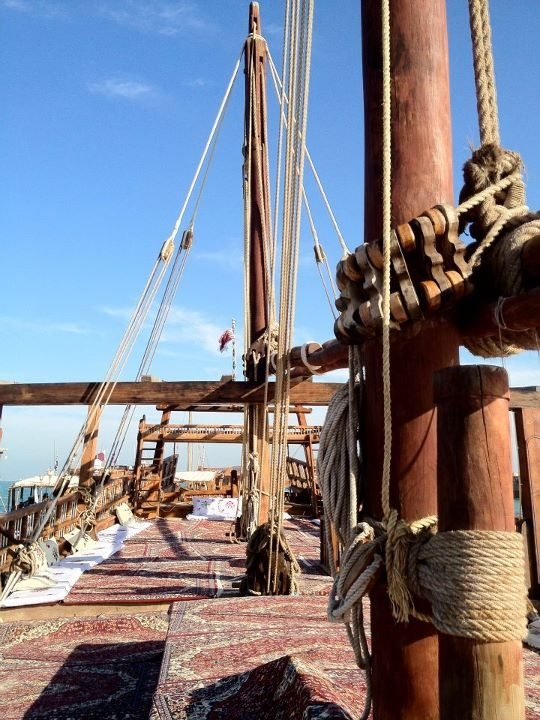
Інтер'єр великого дау — видно ракс-клоти, за допомогою яких рейок з вітрилом кріпиться до щогли

Усі щогли на дау як головне вітрильне озброєння несли характерні косі «арабські» вітрила (англ. settee sail) у формі неправильної трапеції з короткою передньою шкаториною. Якщо щогл було декілька, головне вітрило підіймалося на передній великій грот-щоглі, тоді як кормові щогли (бізань і мала бізань) несли такі ж своєю формою вітрила, але значно меншого розміру ніж головне і, крім свого основного призначення, могли при маневрах виконувати роль повітряного керма. Якщо на дау був встановлений бушприт, між бушпритом і грот-щоглою могли додатково ставити трикутний клівер. На великих дау з високою грот-щоглою, на ній, над косим арабським гротом, іноді встановлювався чотирикутний топсель.
Кожне вітрило (shira'a) на дау мало свою назву. Головне вітрило на грот-щоглі називались «аль-уд» (Al-Oud), на бізані — «аль-каламі» (Al-Qalami), а на малій бізані — «шаманді» (Shamandi). Клівер називався «аль-буміа» (Al-Boomiah) і топсель — «кабіа» (Qabiah). Розмір вітрил на дау не регулювався за допомогою рифів, тож кожне судно зазвичай мало декілька наборів вітрил різного розміру — більшого для спокійної погоди (Terkate) і меншого для штормових умов (Sefdairah).
Спочатку вітрила для дау сплітали з листя кокосових пальм, а пізніше почали робити з бавовняних індійських тканин. Бавовняні вітрила обшивались ліктросами й мали на верхній шкаторині люверси, через які кріпились до довгого складного рейка «рю», що збирався з двох частин, як на європейських галерах. Фал для підйому вітрила устатковувався потужними талями. Шкотовий кут вітрила фіксували звичайні шкоти, такі ж, як на більшості вітрильних суден.
Маючи таке вітрильне озброєння, дау могли без проблем йти зі швидкістю близько 10-14 вузлів, що було цілком достатньо для торгових суден. Для управління вітрилами дау не був потрібен численний екіпаж, достатньо було 6-12 матросів для суден середнього розміру типу батиль або самбук, або до 30 матросів на великих суднах типу бум чи багала.

### Конструкція сучасних дау

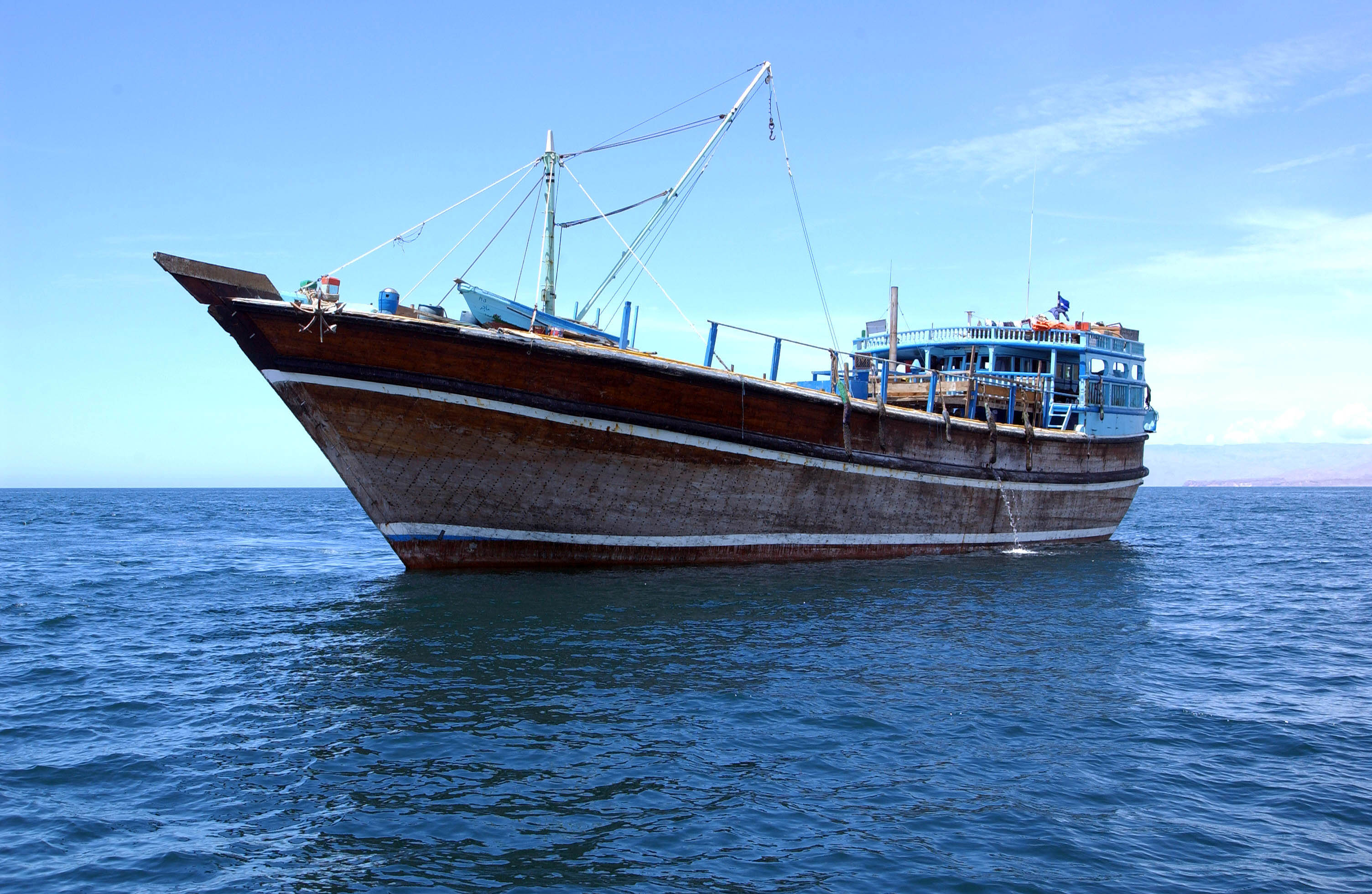
Моторизоване вантажне дау

У другій половині XX ст. старовинні великі транспортні вітрильні дерев'яні дау поступились своїм місцем моторизованим суднам з металевими корпусами. Ті великі дерев'яні дау (переважно буми), що залишилась працювати, були позбавлені вітрильного озброєння і обладнані двигунами. Проте невеликі рибальські та пасажирські дау продовжують користуватись популярністю дотепер. В моделях, що використовуються на початку XXI століття щогли, рангоут і вітрила доповнюються, а часто повністю замінені на дизельні двигуни, а обшивку корпусу кріплять не за допомогою кокосових мотузок, а з використанням металевих цвяхів та шурупів.

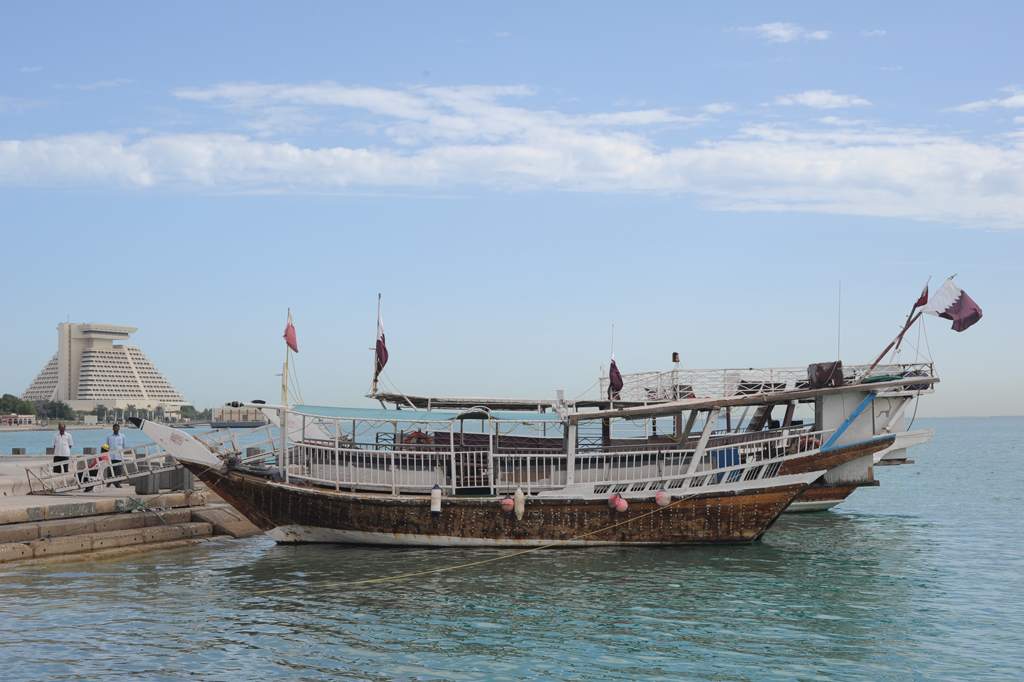
Сучасні моторизовані пасажирські дау типу шуї в Катарі

А проте, навіть позбувшись щогл і вітрил, моторизовані дау зазвичай продовжують зберігати традиційні, легко впізнавані форми своїх корпусів, які й у XXI ст. продовжують будувати по традиційній технології «спочатку корпус».

## Види дау
Якщо в європейській традиції судна класифікували переважно за їх вітрильним озброєнням і кількістю щогл, а форма корпусу не мала принципового значення або грала другорядну роль, то класифікація дау базується на абсолютно протилежному підході. Оскільки переважна більшість дау озброєна однаковими арабськими вітрилами, а кількість щогл не є принциповою і часто може змінюватись для одного і того ж виду дау (наприклад, самбук переважно був озброєний двома щоглами, але міг нести також одну або три щогли), головною ознакою, за якою виділяють різні види дау є форма та розмір їх корпусу, а іноді навіть деталі його оформлення.
Алан Мур і Джеймс Горнел у своїх спробах класифікувати типи арабських суден, запропонували розділяти дау на дві великі групи — до однієї відносяться човни з пласкою транцевою кормою (можливо скопійованої з європейських суден), такі як багала, ганджа, шуї чи джалібот, а до другої — човни з гострою кормою, такі як, наприклад, бум, батиль і бадан.
У різних країнах і навіть регіонах Аравійського півострова, Індії та східноафриканського узбережжя Суахілі, де поширені судна типу дау, часто застосовуються різні назви для схожих видів дау і свої регіональні підходи до їх класифікації.
Загалом, в країнах Перської затоки виділяють такі найпоширеніші види дау:
| НАЙПОШИРЕНІШІ ВИДИ ДАУ                            | НАЙПОШИРЕНІШІ ВИДИ ДАУ | НАЙПОШИРЕНІШІ ВИДИ ДАУ | НАЙПОШИРЕНІШІ ВИДИ ДАУ | НАЙПОШИРЕНІШІ ВИДИ ДАУ |
| АРАВІЙСЬКИЙ ПІВОСТРІВ                             | АРАВІЙСЬКИЙ ПІВОСТРІВ | АРАВІЙСЬКИЙ ПІВОСТРІВ  | АРАВІЙСЬКИЙ ПІВОСТРІВ  | АРАВІЙСЬКИЙ ПІВОСТРІВ  |
| ------------------------------------------------- | --- | ---------------------- | ---------------------- | ---------------------- |
| Багала (Baghlah)                                  | Велике транспортне дау з пласкою транцевою кормою, схожою на корму галеона — з вікнами, балюстрадами і багато прикрашеною різьбленням |                        |                        |                        |
| Ганджа (Ghanjah) В Індії називалась Котія (Kotia) | Велике транспортне дау, схоже на багалу, але видовженіше, з менш прикрашеною пласкою кормою і характерним трилисником на вигнутому форрштевні |                        |                        |                        |
| Бум (Boom) В Індії називалась Дхангі (Dhangi)     | Велике транспортне дау з характерною гострою кормою та впізнаваним прямим високим форштевнем. |                        |                        |                        |
| Самбук (Sambūk)                                   | Двощоглове дау середніх розмірів з транцевою кормою з Червоного моря |                        |                        |                        |
| Батиль (Batīl)                                    | Дво- або однощоглове дау середніх розмірів з гострою кормою, видовженим корпусом з високим, майже вертикальним ахтерштевнем і нахиленим форштвнем, прикрашеним на кінці спіралеподібною волютою.                                                              |                        |                        |                        |
| Шуї (Shu'i, Shuw'i або Shu'ai)                    | Невелике рибальсько-пасажирське дау з довгим похилим форштевнем та характерною транцевою кормою з «крилами». Найпоширеніше дау Перської затоки. |                        |                        |                        |
| Джалібот (Jalibut або Jalboot)                    | Невелике рибальсько-пасажирське дау, схоже за розмірами на шуї, але майже з вертикальним «європейським» форштевнем |                        |                        |                        |
| Зеруг (Zeruk або Zarouk)                          | Мале рибальське дау з Єменського узбережжя і Червоного і Аравійського морів. Міг мати не арабське, а латинське вітрило. |                        |                        |                        |
| Бадан (Badan)                                     | Мале рибальське дау з характерним високим «плавником» на гострій кормі і довгим дзьобоподібним псевдофорштевнем |                        |                        |                        |
| ПІВОСТРІВ ІНДОСТАН                                | |                        |                        |                        |
| Уру                                               | Великі торгівельні дау, які будувалися в Бейпурі на малабарському узбережжі Індії. |                        |                        |                        |
| Патамар                                           | Велике дау з водотоннажністю 200—300 тонн, що використовувалось як транспортне судно для каботажних перевезень вздовж Індійського п-ва, від Гуджарату до Цейлону                                                                                              |                        |                        |                        |
| АФРИКАНСЬКЕ УЗБЕРЕЖЖЯ СУАХІЛІ                     | |                        |                        |                        |
| Мтепе (Mtepe)                                     | Віднесення до дау мтепе — традиційного судна узбережжя Суахілі з прямокутним вітрилом і рівно встановленою щоглою є суперечливим. З дау його ріднила конструкція зшитого без застосування цвяхів корпусу. Останні екземпляри мтепе були описані в 1920-30 рр. |                        |                        |                        |
| Джахазі (Jahazi або Jihazi)                       | Найбільше дау узбережжя Суахілі, за розмірами і конструкцією було подібне до арабського самбуку |                        |                        |                        |
| Машуа (Mashua)                                    | Популярне мале рибальське дау з низько нахиленим форштевнем, схоже на арабський зарук |                        |                        |                        |
| Джалбут (Jalboot)                                 | Популярне мале рибальське дау з вертикальним форштевнем, схоже на арабський джалібот. Характерне для архіпелагу Ламу в Кенії |                        |                        |                        |
| Беден (Beden)                                     | Традиційне дау, що використовувалось на узбережжі Сомалі. До моменту зникнення в другій половині XX ст. повністю будувалось за технологією «зшитих суден», без застосування цвяхів.                                                                           |                        |                        |                        |
| Нгалава (Ngalawa)                                 | Насправді не є дау, оскільки це не кільове судно з набірним корпусом, а одностовбурна довбанка з двома аутригерами (тримаран). Але через схожі арабські та латинські вітрила та спільний регіон застосування, часто помилково відноситься до дау.             |                        |                        |                        |

## Галерея

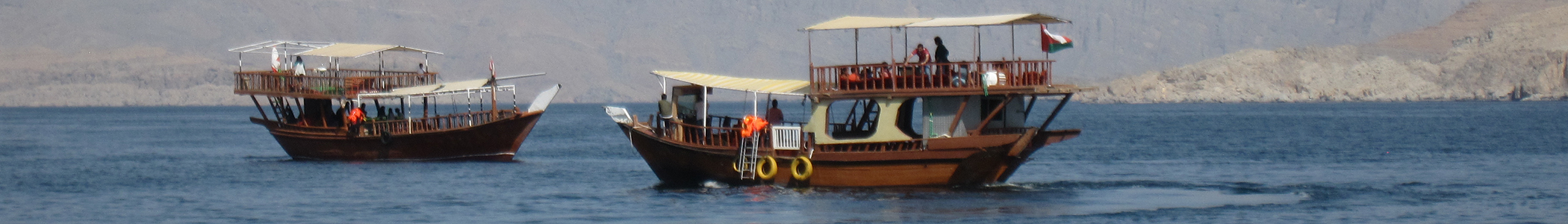
Моторизовані шуї з двоповерховими пасажирськими платформами в Омані

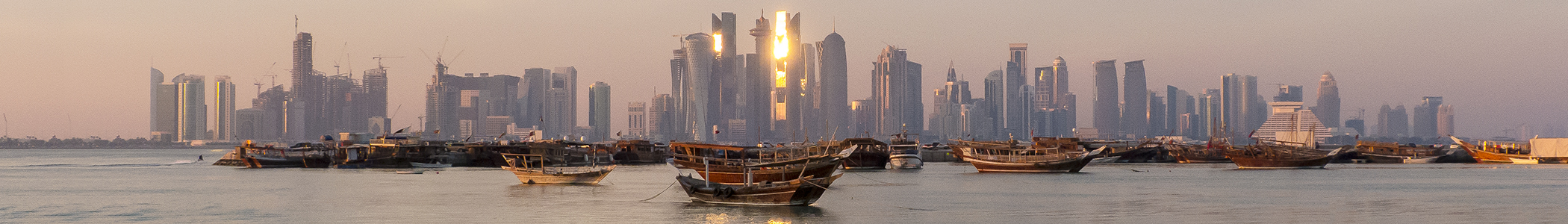
Шуї в гавані Дохи. Катар